# Hatalom
A hatalom azt a képességet vagy erőt jelenti, amely alapján valaki vagy valami akaratát vagy szándékát másra, másokra rá tudja testálni. Ez a hatalom különösen akkor mutatkozik meg, amikor valakinek nincs szándékában a másik akaratát elfogadni, tudomásul venni vagy magáévá tenni, esetleg még ezzel az akarattal szembefordul, annak ellenáll, ennek ellenére az ő ellenében ható akarat érvényesítését nem tudja megakadályozni.

„Hatalomnak azt a társadalmi kapcsolatokban rejlő lehetőséget nevezzük, amely megengedi, hogy az egyik ember akár a másik ellenállása ellenére is véghez vigye akaratát, függetlenül attól, hogy erre a lehetőségre mik, vagy milyen eszközök adnak módot.”

– Max Weber, A szociológia alapfogalmai

Ahhoz, hogy az egyik ember alávesse magát, engedelmeskedjen a másik akaratának valójában nem kell erőszak vagy erőszakkal való fenyegetés. Így szociológiai értelemben a hatalom fogalma nem azonos a fizikai hatalommal vagy a politikai hatalommal, vagy akármelyik más olyan hatalommal, amelyről például Lord Bertrand Russell: A hatalom c. könyve szól. Bizonyos értelemben a mindennapi életben a befolyásnak vagy hatásnak nevezett jelenséggel rokon.
Általában szólva a hatalom meghatározása úgy szól, hogy az két ember vagy csoport stb. viszonylatában megfigyelhető olyan többé-kevésbé egyoldalú, azaz csak az egyiknél meglévő (vélt vagy valóságos) képesség vagy lehetőség, amely jelentős változást tud okozni a másik ember magánéletében vagy sorsában az előbbi illető vagy mások cselekedetei által.
A hatalom eredetét tekintve az állatvilágból származik. A csoportéletet élő fajok (például farkasok vagy a csimpánzok) körében nem ritkán nagyon erős csoporton belüli hierarchia van. A hatalom tehát nem fajspecifikus sajátossága az embernek, hanem nagyon komoly előzményei vannak az állatok között, ahol a hatalom egyenlő az irányítás és elosztás jogával.

## A szó további jelentései
A mindennapi nyelvhasználatban a hatalom szó jelenthet továbbá
- cselekvő, ütőképes anyagi vagy szellemi erőt
- a kormányzást irányító személyt vagy szervezetet
- nemzetközileg valamilyen szempontból irányító szerepű államot
- valamely közösség gazdasági, katonai és szellemi erőinek összességét
- pejoratív értelemben a fennálló kormányzati rendszert
- (ritkán) erőszakot

## A hatalom elemzése és működése
A hatalom relációban, viszonyban mutatkozik meg: nem állíthatjuk egyetlen szociális aktorról sem, hogy önmagában hatalma van, anélkül, hogy meg nem neveznénk, hogy a szociális térben kivel kapcsolatban vagy ki felett van hatalma.
A hatalom szinte mindig reciprok módon működik, de rendszerint nem egyenlő mértékben reciprok módon. Ahhoz, hogy másokon hatalmunk legyen, azaz uraljuk akaratukat, a vágyaik és szükségleteik felett kell hatalmat szereznünk, de ilyen hatalomra ritkán lehet szert tenni valamiféle mértékű ellenállás, ellenkezőleg ható hatalom leküzdése nélkül.
Mivel a hatalom viszonyokban és reciprok módon működik, a szociológusok a felek közti hatalmi egyensúlyról írnak a személyes kapcsolatok témájában: minden személyes viszony részt vevő felének van valamekkora hatalma: a hatalom szociológiai vizsgálata ezen viszonylagos erők azonosításából és jellemzéséből áll: egyenlő, egyenlőtlen, stabil vagy időszakosan változó jellegű hatalmi viszonyokat tárva fel. A szociológusok általában olyan viszonyokat elemeznek, amelyekben a feleknek viszonylag egyenlő hatalma van az érvényesülő „korlátok” vagy megszorítások tekintetében. Így a hatalom szó használatához egyoldalú, egy bizonyos szemszögből (legtöbbször a hatalom nélküliekéből) indított tématárgyalás kapcsolódik. Ha nem így lenne, minden viszonyt hatalmi viszonyként kellene jellemeznünk, és így elveszne használatának értelme, illetve más lenne a végkövetkeztetés.
Mivel a fenti lehetőségtől a tudósok megijedtek, még a strukturalisták is kerülik ennek a lehetőségét, a hatalmat folyamatnak nevezik, a folyamatos társadalmi kapcsolat részeként, és nem hajlandók azt valamely társadalmi csoporthoz, entitáshoz stb. tartozó fix tulajdonságként kezelni.

## Tudás és hatalom
A „tudás hatalom” közkeletű megállapításon túl ide tartozik Max Scheler nézete, aki a gondolkodás különböző fajtáinak jellemzése közben megkülönböztet uralmi tudást, kulturális tudást és vallási tudást. Scheler azt mondja, hogy az újkorban szinte egyeduralmivá vált az uralmi tudás (Herr-schaftwissen), leértékelődött a kulturális és a vallási tudás.
Az uralmi tudás az ember által (egyéni) hasznossági alapon kitűzött célok elérésére irányul, és a legkülönbözőbb mozgások matematikai pontosságú leírásával, technológiailag a célba juttatás eszközeinek fejlesztéséből áll. C. F. von Weizsacker ezt hatalomformájú gondolkodásnak (machtförmiges Denken) nevezi és úgy jellemzi, hogy ebben nem a dolgok természete és miértje érdekes, hanem az olyan célok szolgálatába állítása, amelyekről Platón és Arisztotelész azt tanította, hogy azok csak „talmi” javak.
Ez a szemlélet az emberi (humanista) dimenzió eldologiasítását jelenti, amely nagyon jól látszik a modern biológiában. Ugyanakkor mára világos, hogy a mai tudományt kívülről, a hatalom felől irányítják, korántsem a tudomány „belső logikája” hajtja. Így érthető, hogy a legújabb tudományos kutatások napjainkban arra irányulnak, hogy agyhullámokkal lehessen például gépeket irányítani. Ilyen programot támogat most az amerikai DARPA is, amelynek a hatvanas években kifejlesztett internet köszönhető.

## A hatalom forrásai
Hatalomhoz lehet jutni:
- hatáskörrel való felruházás, felhatalmazás lévén
- személyes adottság, karizma révén
- „hivatal”, hivatali pozíció révén
- szakértelem (tudás, képesség) (mint az orvos, de: vakok közt a félszemű a király…)
- meggyőzés (tulajdonképpen rábeszélés – a propaganda egyik válfaja)
- ismeret (feltárt vagy elzárt, megosztott vagy titokban tartott)
- pénz (anyagi befolyás, alkalmazási/elbocsátási (munkáltatói) jog, tulajdonnal való rendelkezés stb.)
- erő (erőszak, fegyveres erő, testi kényszer).
- erkölcsi ráhatás
- nem-erőszak alkalmazása
- csoportdinamika hatása
- társadalmi befolyás a hagyomány révén (vesd össze a hivatallal)

## Hatalomelméletek
A 20. század hatalom-elemzéseinek nagy részét Friedrich Nietzsche gondolatai hatják át. Nietzsche a „hatalmi vágy” gondolatának a propagálója volt, és úgy látta, hogy az ember ugyanúgy törekszik a többi ember feletti hatalom/uralom megszerzésére, ahogy a saját környezete vagy a természet felett is megteszi.
Egyes pszichológiai iskolák, nevezetesen az Alfred Adler nevéhez kötődők, a hatalom birtoklásának dinamikáját elmélete középpontjába állítják (oda, ahová a freudisták a szexualitást helyezik).

### Marxizmus
A marxizmusban Antonio Gramsci az ideológiában a kulturális hegemónia szerepéről úgy írt, hogy az a kapitalizmus és a nemzetállam hatalmát támasztja alá. Gramsci szerint a hatalom olyan erő, amit nyíltan használnak, és a polgárság hatalma arra való, hogy a proletáriátust ott tartsa, ahol van.

### Feminizmus
A patriarchizmus feministák szerinti elemzése szintén gyakran foglalkozik a hatalom kérdésével: L. a „Rape Mantra”: A nemi erőszak hatalomgyakorlásról szól, nem szexről.
Egyes feministák különbséget tesznek valami felett uralkodni tudó és valamit megtenni képes hatalom között.

### Foucault
A hatalomnak az emberi tevékenységben betöltött fontosságáról szóló egyik átfogó vélemény Michel Foucault munkáiban található, aki azt mondta, „Mindenhol van hatalom…mert mindenből az ered.” (Aldrich, Robert és Wotherspoon, Gary (Szerk.), 2001)
Foucault munkái a hatalom és a tudás közti kapcsolatot elemzik. Inkább azt vallja, hogy a hatalomnak egy rejtett fajtája működik, az emberek révén, de nem rajtuk. Foucault szerint az emberek hitvilágának (hiedelmi rendszerének) van szerepe (ennél fogva hatalma), mivel azzal kapcsolatos konkrét nézeteket egyre többen hajlandók elfogadni „közismereteként”. Ezek a hiedelmek kialakítják a maguk tekintélyalakjait, mint például az orvos, a pap stb. Egy ilyen hitvilágban – vagy szövegben – a gondolatok szűrik ki, hogy mi a helyes és mi a rossz, mi a normális és mi a deviáns. Egy adott hitvilágban bizonyos nézetek, gondolatok vagy cselekedetek elképzelhetetlenek. Ezek a tagadhatatlan „igazságoknak” tekintett gondolatok határozzák meg azután, hogyan nézzük a világot, és az ezekkel az igazságokkal összekötött életforma lesz a normális. A hatalomnak ebből a finom formájából hiányzik a merevség, és más szövegekkel ki lehet kezdeni. Valóban, a hatalom önmagában konkrét formához nem kötődik, hanem a harc, a küzdelem helyszíneként jelenik meg. A semmibevevésen keresztüli ellenállás meghatározza a hatalmat, ennélfogva a hatalom révén válik lehetségessé. Ellenállás nélkül nincs, hiányzik a hatalom. Ez a nézet az embereknek és egyéb tényezőknek egyéniséget „kölcsönöz”, még akkor is, ha feltételezzük, hogy egy adott tényező része annak, amire a hatalom hatást gyakorol, vagy amit ural. Ennek ellenére a gyakorlatban Foucault megtagadja az egyénektől ezt a tényezőt, amely szemben áll a szuverenitással (a hatékony és merev régi hatalmi modellel).

### Weber hármas osztályozása az uralomról
Max Weber hármas osztályozása az uralomról három ideáltípust különböztet meg a politikai vezetési stílus alapján: 
- karizmatikus uralom (családias, vallásos)
- patriarchális és patrimoniális uralom (patriarchális, feudális)
- bürokratikus uralom (modern jogállam, bürokrácia)[2]